# Иоганн Гогенцоллерн-Зигмаринген
Иоганн Гогенцоллерн-Зигмаринген (17 августа 1578, Зигмаринген — 22 марта 1638, Мюнхен) — граф Гогенцоллерн-Зигмаринген (1606—1623), первый князь (Фюрст) Гогенцоллерн-Зигмаринген (1623—1638).

## Биография
Старший из выживших сыновей Карла II Гогенцоллерн-Зигмарингена (1547—1606), графа Гогенцоллерн-Зигмарингена (1576—1606), и Евфросинии (1552—1590), дочери графа Фридриха V Эттинген-Валлерштейна.
Изучал право и политические науки в университетах Фрайбурга и Ингольштадта.
8 апреля 1606 года после смерти своего отца Иоганн унаследовал титул и владения графа Гогенцоллерн-Зигмарингена.
В отличие от своих родственников, которые правили в Курфюршестве Бранденбург, швабская ветвь Гогенцоллерн-Зигмаринген сохранила верность католичеству. Но княжество было расположено в непосредственной близости от протестантского Герцогства Вюртемберг. Иоганн Гогенцоллерн-Зигмаринген тесно сотрудничал с Баварским герцогством, основателем Католической лиги. Мейнрад, сын и наследник Иоганна, родился в Мюнхене в 1605 году.
Союз с герцогом Максимилианом Баварским, который был другом детства германского императора Фердинанда Габсбурга, способствовал росту княжества. В 1623 году баварский герцог Максимилиан после завоевания Богемии получил от императора титул курфюрста. Граф Иоганн Гогенцоллерн-Зигмаринген и его кузен, граф Иоганн Георг Гогенцоллерн-Гехинген, получили титулы князей.
В 1634 году после угасания линии Гогенцоллерн-Хайгерлох это графство перешло во владение князю Иоганну Гогенцоллерну-Зигмарингену. Финансовое положение позволило Иоганну внести существенные пожертвования церквям и монастырям а своих владениях и расширить Замок Зигмаринген.
Княжество сильно пострадало во время Тридцатилетней войны (1618—1648). В 1632 году замок Зигмаринген был захвачен шведской армией, но в 1633 году имперская армия освободила замок. Но в ходе боевых действий замок сгорел. Князь Иоганн бежал в Браунау-ам-Инн вместе с герцогом Максимилианом Баварским, которому он служил в качестве тайного советника. Позднее вышел в отставку и получил от курфюрста Максимилиана во владение Швабег.
В 1638 году 59-летний Иоганн Гогенцоллерн-Зигмаринген, проживавший в Баварии, скончался в Мюнхене. В начале этого года он получил от императора Священной Римской империи титул имперского князя.

## Семья и дети
30 июня 1602 года в Зигмарингене Иоганн женился на графине Иоганне (1581—1634), дочери графа Эйтеля Фридриха IV Гогенцоллерн-Гехинген. Их дети:
- Мейнрад I (1605—1681), князь Гогенцоллерн-Зигмаринген (1638—1681), женат (с 1635 года) на графине Анне Марии Торринг цу Зеефельд (1613—1682)
- Мария (1606—1674), 1-й муж (с 1625 года): Пауль Андреас Болькенштейн (1595—1635), 2-й муж: барон Рудольф Георг фон Хассланг (ум. после 1676)
- Ефросинья Сибилла (1607—1636), муж (с 1628 года): граф Эрнст Бенно фон Вартенберг (1604—1666)